# Christian Öhler
Christian Öhler es un deportista alemán que compitió en vela en la clase Soling. Ganó una medalla de plata en el Campeonato Europeo de Soling de 2007.

## Palmarés internacional
| Campeonato Europeo | Campeonato Europeo | Campeonato Europeo | Campeonato Europeo |
| Año                | Lugar              | Medalla            | Clase              |
| ------------------ | ------------------ | ------------------ | ------------------ |
| 2007               | Arendal (Noruega)  | Medalla de plata   | Soling             |